# Vercourt
Vercourt település Franciaországban, Somme megyében. Lakosainak száma 97 fő (2022. január 1.). Vercourt Villers-sur-Authie, Arry és Rue községekkel határos.

## Népesség
A település népessége az elmúlt években az alábbi módon változott:
| Lakosok száma | 98   | 93   | 94   | 93   | 93   | 95   | 96   | 96   | 97   |
|               | 2013 | 2015 | 2016 | 2017 | 2018 | 2019 | 2020 | 2021 | 2022 |